# Maison Uphagen
La Maison Uphagen est l'un des monuments architecturaux les plus importants de Gdańsk. Elle a été construite sur Langgasse dans les années 1780. Le premier propriétaire, le marchand et conseiller de Dantzig Johann Uphagen, acquit la propriété en 1775 et chargea l'architecte Johann Benjamin Dreyer de démolir la maison existante et de construire une nouvelle maison de ville. Celle-ci est restée dans sa famille jusqu'en 1910.
Le bâtiment a été transformé en musée à partir de 1910, avec le plan d'étage, la disposition des pièces et même le mobilier intérieur resté inchangé depuis le XVIIIe siècle. En 1944, l'intérieur a survécu à la guerre indemne. Le bâtiment lui-même a été presque entièrement détruit.

## Reconstruction
À partir des années 1950, le bâtiment a été reconstruit selon d'anciens plans et photographies et a ouvert en 1998 en tant que musée de la culture vivante bourgeoise. Certaines chambres pourraient être équipées de leur mobilier d'origine. Les éléments perdus sont reconstitués par les restaurateurs de Gdańsk à partir de photographies anciennes.
Lors de la reconstruction, les photographies des années 1930 de la collection Drost dans les archives photographiques du Herder Institute ont été d'une grande importance.

## Littérature
- Walter Mannowsky : L'Uphagenhaus à Dantzig. Un Chef. Dantzig Publishing Company, Dantzig 1933 (version numérisée).
- Karl Hauke : Le centre communautaire en Prusse orientale et occidentale. Tubingue 1967.
- Ewa Szymańska: Chances de préservation des monuments à Gdansk - La restauration de la maison Uphage . Dans : Mare Balticum. Lübeck 1994, p. 80-86.
- Willi Drost : La Dantzig Uphagenhaus comme mode de vie, Kulturstiftung d. Allemand Personnes déplacées, Bonn 2006,  (ISBN 978-3-88557-216-9) .